# O Preço da Fama
O Preço da Fama (em francês:  La rançon de la gloire) é um filme francês do gênero comédia dramática de 2014, escrito e dirigido por Xavier Beauvois com uma partitura original do compositor Michel Legrand. O filme foi inspirada na verídica história de dois imigrantes marginalizados que desenterraram o caixão de Charlie Chaplin por dinheiro de resgate na década de 1970. O filme foi lançado mundialmente em 28 de agosto de 2014, competindo diretamente pelo Leão de Ouro no 71º Festival Internacional de Cinema de Veneza.

## Sinopse
A história, inspirada em eventos reais, ocorre na cidade suíça de Vevey, no Lago Léman em 1977. Eddy Ricaart acaba de ser libertado da prisão. Ele fica hospedado no trailer de seu amigo Osman, cuidando da filha do mesmo, Samira, enquanto a mulher dele está hospitalizada. Ambos encontram-se em dificuldades financeiras, então, Eddy tem uma ideia quando uma notícia anuncia a morte de Charlie Chaplin: roubar o caixão do famoso ator e pedir um resgate para a família.

## Elenco
- Benoît Poelvoorde como Eddy Ricaart
- Roschdy Zem como Osman Bricha
- Séli Gmach como Samira
- Chiara Mastroianni como Rosa
- Nadine Labaki como Noor
- Peter Coyote como John Crooker
- Xavier Maly como Inspetor Maltaverne